# Зоран Миленковић (фудбалер, 1953)
Зоран Миленковић (Јагодина, 7. новембар 1953) бивши је југословенски и српски фудбалер, играо на позицији голмана. 

## Каријера
Рођен је 7. новембра 1953. године у Јагодини. Каријеру је почео у млађим категоријама Јагодине, у коју је дошао са 15 година. Пуну фудбалску афирмацију стекао у Радничком из Ниша. Био је члан нишког тима који је почетком 80-их успешно играо у Купу УЕФА, а 1982. доспео и до полуфинала. Иако је већином био резерва репрезентативном голману Драгану Пантелићу, истакао се својим одбранама у Првенству Југославије и Купу УЕФА. Остао је упамћен по одбранама пенала против швајцарског Грасхоперса у другом колу Купа УЕФА сезоне 1981/82. Једну сезону бранио је и гол шпанске екипе Тенерифе. Потом се вратио у Раднички, који је у том тренутку наступао у Другој лиги Југославије, да би играчку каријеру окончао у Мајданпеку.
Посветио се тренерском послу, прво је радио са голманима у Радничком из Ниша, а једно време је био помоћник тренера и тренер првог тима. Био је годину и по дана тренер у Јастрепцу. Од 1998. радио је у Кувајту и водио све селекције. Једно време је био тренер у Оману.

## Успеси
Раднички Ниш
- Балкански куп: 1975.